# Filiz
Filiz（フィリズ、1971年9月12日 - ）は、東京都出身のラジオパーソナリティ、ナレーター。

## 概要
『加山雄三 プレミアムステージ』（JFN系、2008年9月終了）のアシスタントや、『コスモ ポップス ベスト10』（TOKYO FM系、2010年3月まで5年半）のパーソナリティのほか、InterFMでもいくつかの番組でDJを務めた。現在はSTAR digioの『Hibachi Times』にてメインパーソナリティを担当している。
日本語と英語、トルコ語の3か国語を操る。